# Brookthorpe-with-Whaddon
Brookthorpe-with-Whaddon é uma paróquia do distrito de Stroud, no condado de Gloucestershire, na Inglaterra. De acordo com o Censo de 2011, tinha 1830 habitantes. Tem uma área de 3.59 km². Inclui as pequenas aldeias de Brookthorpe e Whaddon, ambas a sul de Gloucester..